# Баварско-Мюнхенское герцогство
Герцогство Баварско-Мюнхенское (нем. Herzogtum Bayern-München) также известное, как Обербаварско-Мюнхенское (нем. Oberbayern-München) — территориальное образование на территории современной Германии, датируемое поздним средневековьем. Оно было основано в 1392 году, и существовало до воссоединения Баварии в результате войны за ландсхутское наследство (1504—1505). Главным городом этого герцогства являлся Мюнхен.

## История
После того, как в 1375 году умер герцог Баварии-Ландсхут Стефан II, три его сына некоторое время управляли герцогством совместно, а в 1392 году решили разделить наследство отца: Фридриху остался Ландсхут, Стефан III получил Баварско-Ингольштадтское герцогство, а Иоганну II достался участок территории с Мюнхеном.
Стефан III был недоволен итогами раздела, и в 1394—1395 году между Баварско-Ингольштадтским и Баварско-Мюнхенским герцогствами вспыхнул вооружённый конфликт, по итогам которого Иоганну II пришлось признать Стефана III своим соправителем. Когда в 1397 году Иоганн II умер, Стефан III попытался утвердить свой приоритет перед сыновьями Иоганна, и Эрнсту с Вильгельмом лишь в 1403 году удалось вернуть Мюнхен и вернуться к границам 1392 года.
Следующее десятилетие характеризовалось борьбой между баварско-ландсхутским герцогом Генрихом XVI и баварско-ингольштадтским герцогом Людвигом VII, между которыми даже состоялась война. Эрнст и Вильгельм III пытались выступать посредниками между враждующими сторонами, однако потом встали на сторону Генриха, вступив в объединившую противников Людвига Констанцскую лигу.
Мюнхенские герцоги заслужили доверие императора Сигизмунда, и Вильгельм III был назначен Протектором Базельского собора, а в награду получил в 1429 году часть оставшегося без наследника Баварско-Штраубингского герцогства.
Когда в 1435 году умер Вильгельм III, его сыну Адольфу был всего один год, и поэтому реальным главой герцогства мог стать только сын Эрнста — Альбрехт III. Во время разразившейся вскоре в Баварско-Ингольштадтском герцогстве войне между Людвигом VII и его сыном Людвигом VIII Альбрехт III принял сторону сына. В 1440 году он отказался от предложенной ему короны Чехии.
У Альбрехта III было семеро сыновей; после его смерти в 1460 году герцогством стали распоряжаться Иоганн IV и Сигизмунд; когда в 1463 году Иоганн IV умер от чумы — к правлению был привлечён Альбрехт IV. В 1467 году Сигизмунд выделил себе герцогство Баварско-Дахауское и управлял им в одиночку до своей смерти в 1501 году, после чего оно вновь воссоединилось с Баварско-Мюнхенским герцогством.
После смерти Георга, последнего герцога Баварии-Ландсхута в 1503 году, Альбрехту удалось объединить баварские земли в войне против наследников Георга, пфальцской линии Виттельсбахов, однако ему пришлось отдать Куфштайн и Кицбюэль императору Максимилиану I в качестве компенсации за его поддержку. Для пфальцской линии было создано новое герцогство Пфальц-Нойбург.

## Герцоги Баварско-Мюнхенские
- Иоганн II (1392—1397)
- Эрнст (1397—1438)
- Вильгельм III (1397—1435)
- Адольф (1435—1441)
- Альбрехт III (1438—1460)
- Иоганн IV (1460—1463)
- Сигизмунд (1460—1467)
- Альбрехт IV (1463-1503)